# Próba krzyżowa
Próba krzyżowa, próba zgodności - obowiązująca próba przed każdą transfuzją krwi, wykonywana w celu wykazania zgodności serologicznej między krwią dawcy i biorcy w zakresie układu AB0 i Rh.
Obejmuje:
1. Badanie surowicy krwi biorcy wraz z krwinkami dawcy i surowicy dawcy z krwinkami biorcy w środowisku fizjologicznego roztworu chlorku sodu.
2. Kontrolne oznaczenie antygenu D z układu Rh w krwinkach biorcy w środowisku papainy.

Próbę krzyżową ocenia się jako zgodną, jeżeli w żadnym z przeprowadzonych odczynów nie wystąpiła aglutynacja lub hemoliza krwinek. Przy niezgodności próby krzyżowej danej krwi nie można przetoczyć danemu biorcy.

Przeczytaj ostrzeżenie dotyczące informacji medycznych i pokrewnych zamieszczonych w Wikipedii.